# 불독맨션
불독맨션은 1999년에 결성된 대한민국의 팝 록 밴드다.
1994년 《MBC 대학가요제》 출신 이한철을 주축으로 서창석(기타), 이한주(베이스), 조정범(드럼)이 힘을 합쳐 결성됐다. 아주 대중적인 인기를 끌지는 못했으나, 한국에서는 드물었던 펑크장르와 락의 조화를 기본으로 자기 색깔이 있는 발랄한 음악으로 주목을 받고, 많은 고정팬들을 가지고 있으며 음악전문가들로부터 극찬을 받은 그룹이다.
2004년 2집 앨범 [Salon de Musica]을 끝으로 잠정해체된 상태였고, 리더 이한철은 솔로활동 및 작곡자로서 활발히 활동 중이었다.
그러던 중 팬들의 오랜 기다림 끝에 9년만인 2013년 5월, 3집 [Re-Building]을 발매, 다시 활발한 활동을 개시하고 있다.

## 앨범 목록
- 2000년 - Debut E.P. (2000년 5월 10일)
- 2002년 - Funk (2002년 9월 19일)
- 2004년 - Salon De Musica (2004년 8월 5일)
- 2013년 - Single The Way (2013년 5월 2일)
- 2013년 - Re-Building (2013년 5월 16일)
- 2013년 - Single Stargirl2013 (2013년 7월 10일)
- 2013년 - Single ’너에게 간다’ (2013년 9월 12일)
- 2014년 - Tres3 (2014년 5월 29일)
- 2014년 - 알듯말듯 Live (2014년 7월 25일)
- 2018년 - 아랫집여자 (2018년 2월 23일)